# Zierenberg
Zierenberg is een gemeente in de Duitse deelstaat Hessen, gelegen in de Landkreis Kassel. De stad telt 6.547 inwoners.

## Geografie
Zierenberg heeft een oppervlakte van 86,53 km² en ligt in het centrum van Duitsland, iets ten westen van het geografisch middelpunt.

## Delen van Zierenberg

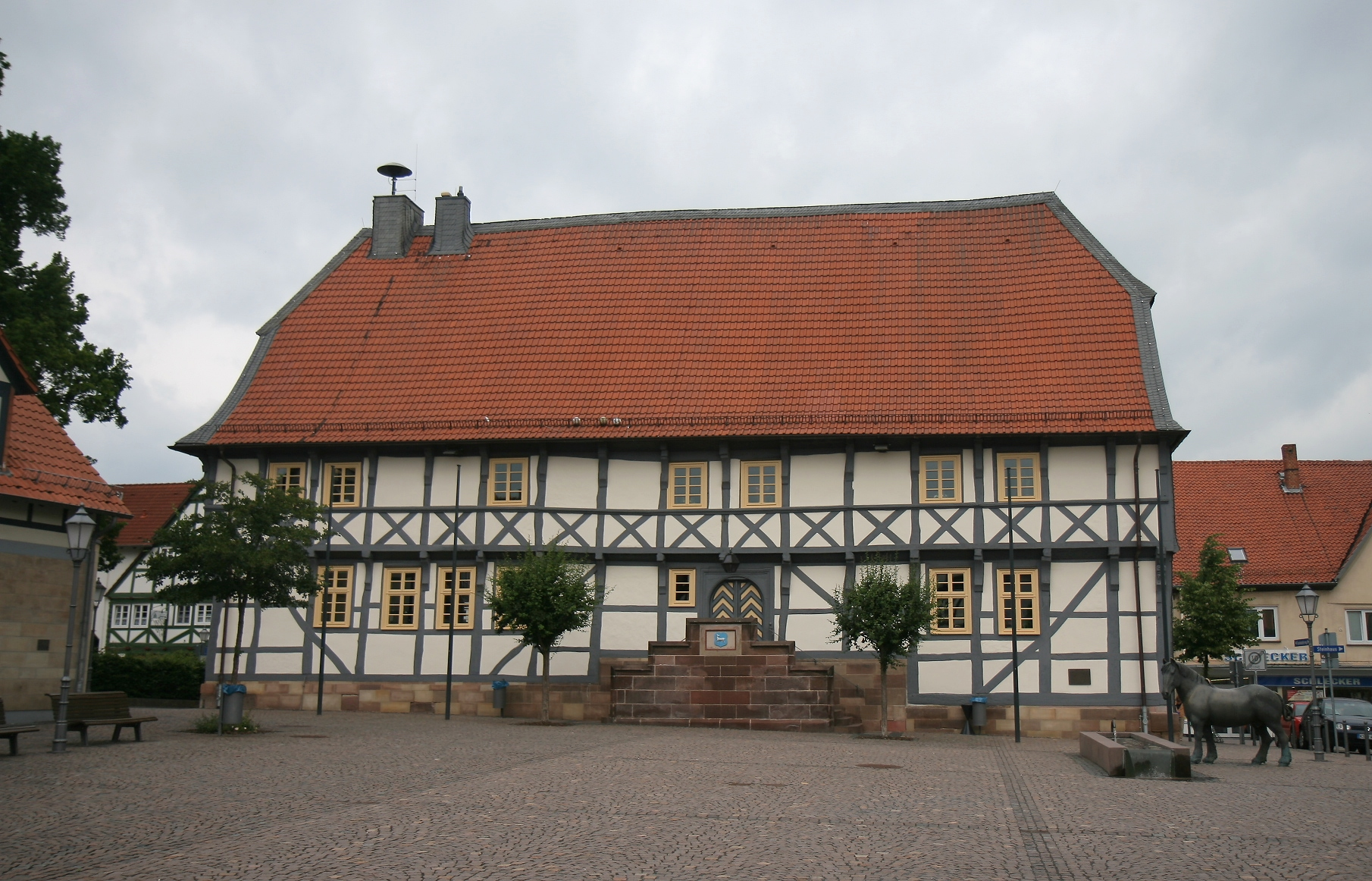
Gemeentehuis

- Burghasungen
- Escheberg
- Hohenborn
- Laar
- Oberelsungen
- Oelshausen
- Zierenberg

Ahnatal · Bad Emstal · Bad Karlshafen · Baunatal · Breuna · Calden · Espenau · Fuldabrück · Fuldatal · Grebenstein · Habichtswald · Helsa · Hofgeismar · Immenhausen · Kaufungen · Liebenau · Lohfelden · Naumburg · Nieste ·  Niestetal ·  Reinhardshagen · Schauenburg · Söhrewald · Trendelburg · Vellmar · Wesertal · Wolfhagen · Zierenberg